# Ravin i Holme
Ravin i Holme este o arie protejată (arie specială de conservare — SAC, sit de importanță comunitară — SCI) din Suedia întinsă pe o suprafață de 2,8 ha, integral pe uscat.

## Localizare
Centrul sitului Ravin i Holme este situat la coordonatele 63°32′49″N 16°26′03″E / 63.547°N 16.4343°E.

## Înființare
Situl Ravin i Holme a fost declarat sit de importanță comunitară în aprilie 2004 pentru a proteja 1 specie de plante. Situl a fost protejat și ca arie specială de conservare în martie 2011.

## Biodiversitate
Situată în ecoregiunea boreală, aria protejată conține 1 habitat natural: Păduri fino-scandinave bogate în ierburi cu Picea abies.
La baza desemnării sitului se află o specie protejată de  plante: Calamagrostis chalybaea.